# Nikolaj Noskov
Nikolaj Ivanovič Noskov (in russo Николай Иванович Носков?; Gagarin, 12 gennaio 1956) è un cantante russo, ex-cantante dei Gorky Park, cinque volte vincitore del grammofoni d'Oro, Artista onorato della Federazione Russa.

## Biografia

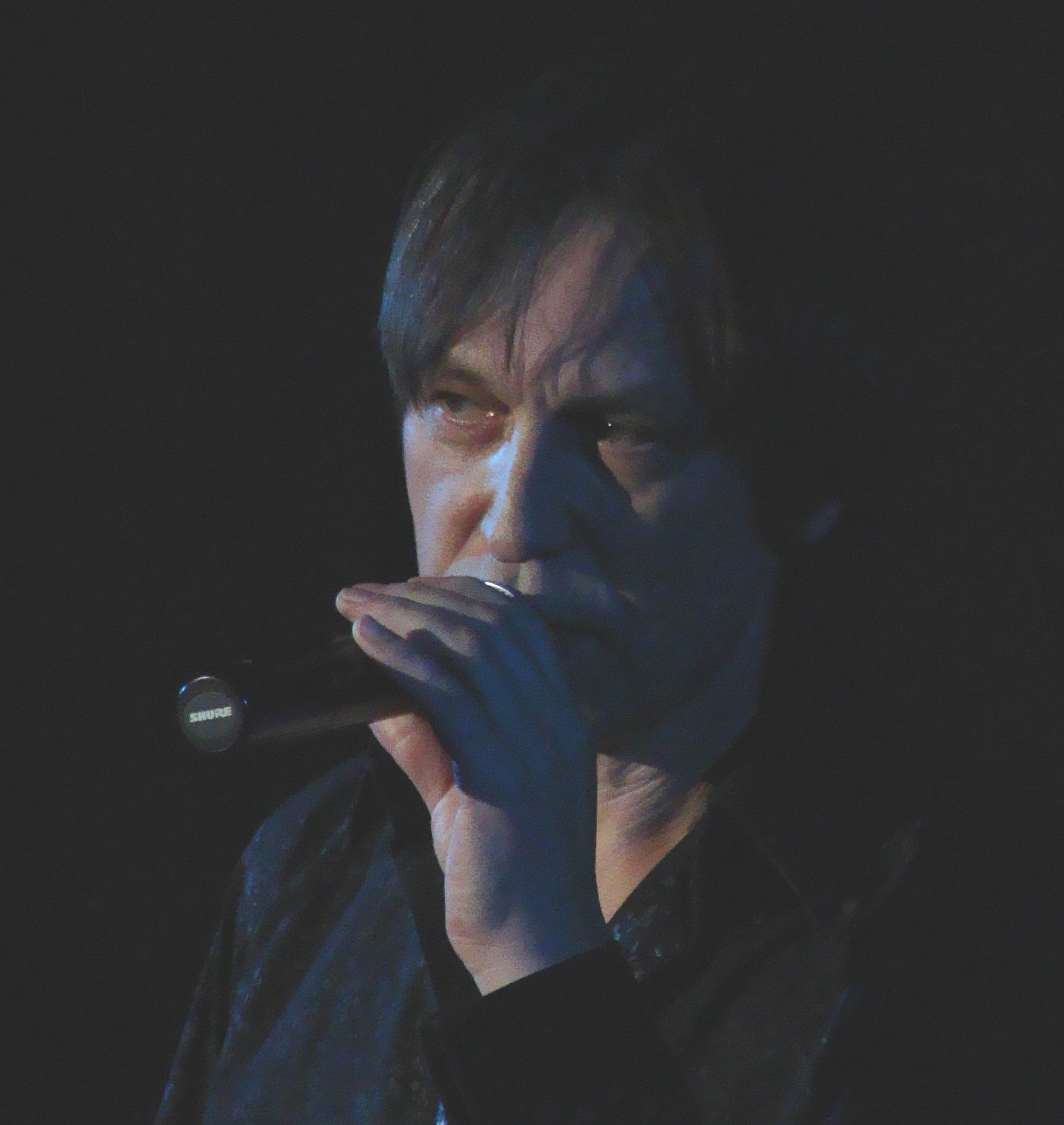
Nikolaj Noskov

Nato a Gžatsk (oggi Gagarin), nell'Oblast' di Smolensk, da una famiglia di lavoratori, ad otto anni si trasferì a Čerepovec, dove finì la scuola e si arruolò nell'Armata Rossa.
Cominciò a cantare fin da bambino nel coro della chiesa e nella band della scuola, con la quale suonava pezzi di band come i Beatles o i Led Zeppelin. Da autodidatta imparò a cantare e a suonare chitarra, batteria, pianoforte e tromba.
La prima band a cui si unì fu i Москва, con la quale pubblicò un album nel 1982. Nel 1987 realizzò diverse canzoni per il film Ostrov pogibšich korablej. Dal 1987 al 1990 fece parte dei Gorky Park. Cominciò la carriera solista nel 1994, prima con una band che portava il suo nome (Николай) e poi da solo. A differenza delle sue precedenti esperienze, in cui suonava principalmente hard rock, da solista il suo genere è più orientato verso il rock progressivo o la new wave.
Nel 2012, il Noskov ha registrato l'album Bez nazvanija. Il disco è stato prodotto dal tedesco Horst Schnebel.
Nel 2015 è giudice del talent show Главная Сцена, la versione russa di X Factor.

## Vita privata
È sposato con Marina e ha una figlia, Ekaterina, nata nel 1991. Ha nipote Miroslava, nata nel 2015.
Nel 2017, Nikolaj è stato ricoverato in ospedale con un trombo nella sezione cervicale, a causa della malattia ha sofferto concerti.

## Discografia

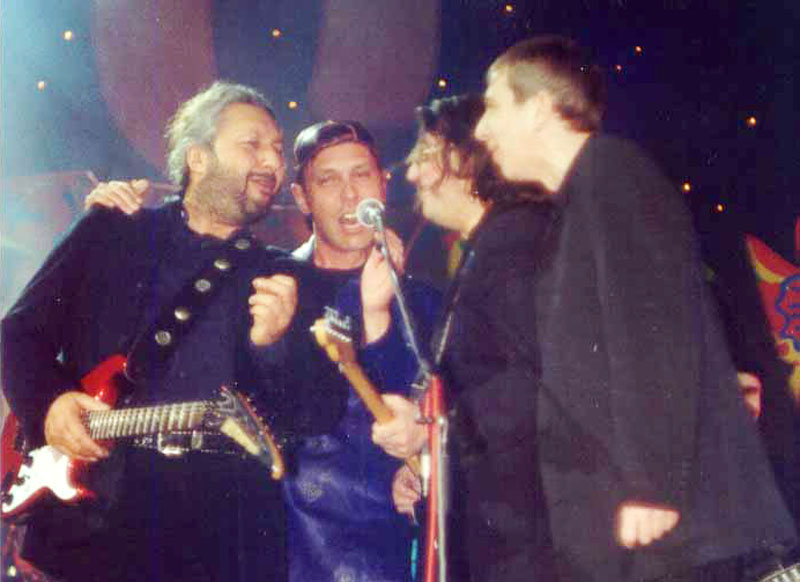
Concerto del 2001

### Da solista

#### Album in studio
- 1998 – Блажь (Ja tebja ljublu, Daj mne šans, Ja nemodnij)
- 2000 – Паранойя (Paranoja, Sneg)
- 2000 – Дышу тишиной (Eto zdorovo, Romans)
- 2006 – По пояс в небе (A na men'shee ja ne soglasen, Spasibo)
- 2011 – Оно того стоит[13] (Ono togo stoit, Pavshim druziam)
- 2012 – Bez nazvanija (Med, Noč' (canzone))[14]
- 2018/2019 – TBA (Net ni godi, Ono togo stoit, Sedije deti, Živoj)

#### Raccolte
- 2001 – Лучшие песни в сопровождении симфонического оркестра
- 2002 – Лучшие песни
- 2003 – Океан любви
- 2008 – Лучшие песни
- 2008 – Дышу тишиной (DVD)
- 2016 – The Best

### Con i Моskva
- 1982 - НЛО

### Con i Gorky Park
- 1989 - Gorky Park

### Con i Nikolaj
- 1994 – Mother Russia